# カール・ルドルフィ

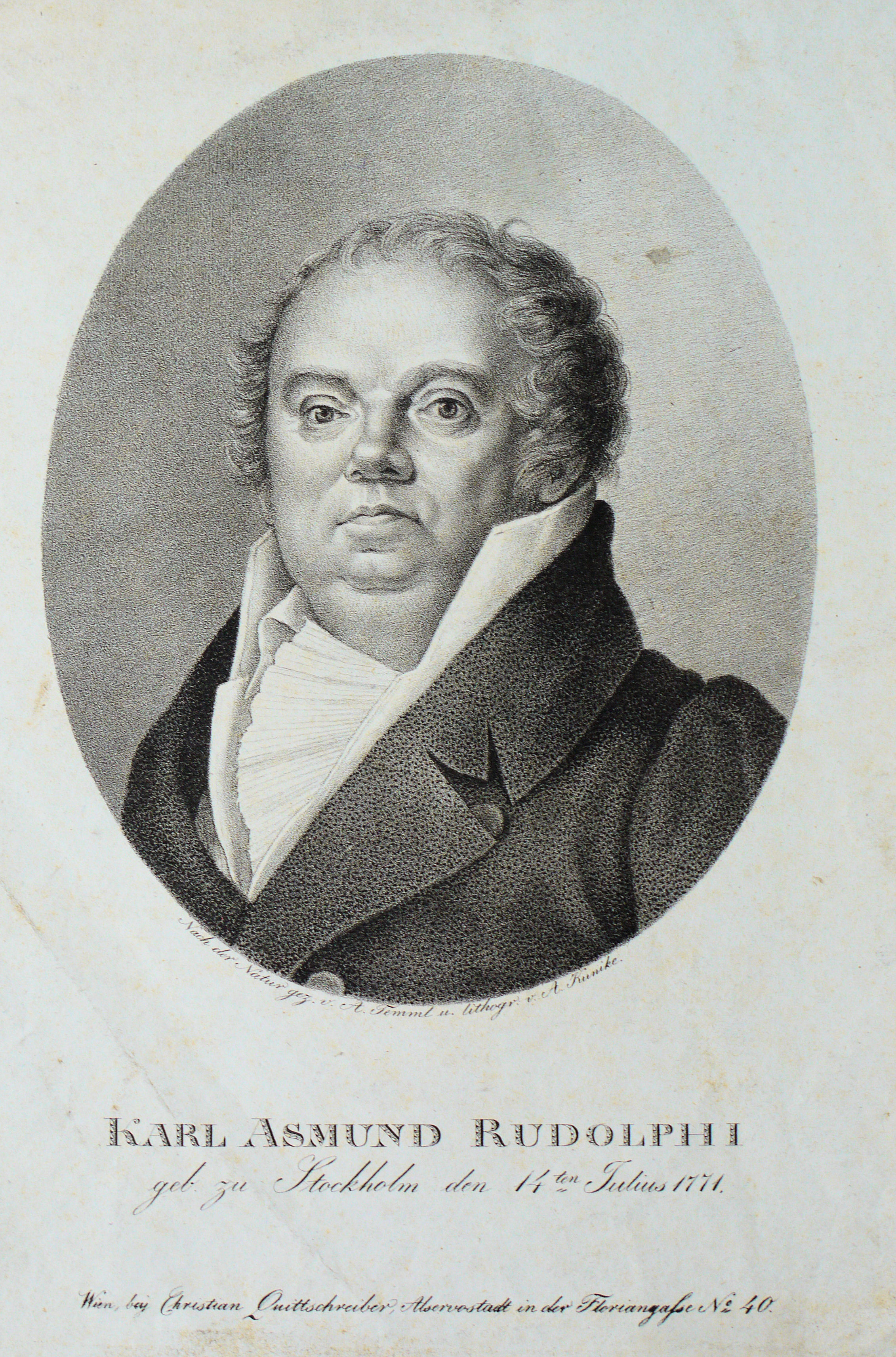
Karl Asmund Rudolphi Lithographie

カール・アズムント・ルドルフィ（Karl Asmund Rudolphi、1771年7月14日 – 1832年11月29日）はスウェーデン生まれのドイツの博物学者である。寄生虫の研究などで知られ「寄生蠕虫学（helminthology）の父」と称される。

## 略歴
ストックホルムで生まれた。父親はストックホルムのドイツ人学校の説教師で、母親は当時スウェーデン領であったシュトラールズント出身である。シュトラールズントで学んだ後、グライフスヴァルト大学で博物学と医学を学び、1793年に自然科学の学位を得た。イェナに学び1795年に医学の博士号を得た。1796年からグライフスヴァルト大学で解剖学の講師を務めた。ドイツ、オランダ、フランス、スイス、オーストリアを研究のために旅し、1801年に新設されたグライフスヴァルト大学の獣医学研究所の教授となった。1810年に設立されたばかりのベルリン大学に解剖学、生理学の教授として招かれた。ヴィルヘルム・フォン・フンボルトの推薦で、解剖学、植物学、動物学を教え、anatomisch-zootomischen Museums（後のフンボルト博物館、Museum für Naturkunde）の館長を務めた。
研究分野は、植物学、動物学、解剖学、生理学など、多岐にわたり、1807年の植物の組織に関する論文 "Anatomie der Pflanzen"では Königliche Societät der Wissenschaftから賞を受け、細胞が植物の基本的単位であることを唱えた最初の学者のひとりである。
寄生虫学に関する著作には "Enterozoorum Sive Vermium Intestinalium Historia Naturalis"や "Synopsis cui accedunt mantissima duplex et indices locupletissima" があり、寄生する蠕虫類の記載を行った。

## 著作
- Beobachtungen über die Eingeweidewürmer. In: Archiv für Zoologie und Zootomie, 2, 1801, S. 1–65, ub.uni-frankfurt.de
- Neue Beobachtungen über die Eingeweidewürmer. In: Archiv für Zoologie und Zootomie, 3, 1803, S. 1–32, ub.uni-frankfurt.de
- Bemerkungen Aus Dem Gebiet Der Naturgeschichte, Medicin Und Thierarzneykunde: Auf Einer Reise Durch Einen Theil Von Deutschland, Holland Und Frankreich Gesammelt. In der Realschulbuchhandlung, Berlin 1804
- Entozoorum sive vermium intestinalium historia naturalis (Amsterdam 1808–10, 3 Bde.), wovon die Synopsis entozoorum (Berlin 1819) ein Auszug ist
- Grundriß der Physiologie (Berlin 1821–1828, 3 Bände; unvollendet)
- Anatomie der Pflanzen (Berlin 1807)
- Beiträge zur Anthropologie und allgemeinen Naturgeschichte (Berlin 1812)